# キューバの世界遺産
キューバの世界遺産 （キューバのせかいいさん）はユネスコの世界遺産に登録されているキューバ国内の文化・自然遺産。
※この項目はウィキプロジェクト 世界遺産に準じて作成されています

## 文化遺産
- ハバナ旧市街とその要塞群 - （1982年）
- トリニダとロス・インヘニオス渓谷 - （1988年）
- サンティアゴ・デ・クーバのサン・ペドロ・デ・ラ・ロカ城 - （1997年）
- ビニャーレス渓谷 - （1999年）
- キューバ南東部のコーヒー農園発祥地の景観 - （2000年）
- シエンフエーゴスの都市歴史地区 - （2005年）
- カマグエイ歴史地区 - （2008年）

## 自然遺産
- グランマ号上陸記念国立公園 - （1999年）
- アレハンドロ・デ・フンボルト国立公園 - （2001年）

## 複合遺産
なし